# Lacmellea costanensis
Lacmellea costanensis är en oleanderväxtart som beskrevs av Julian Alfred Steyermark. Lacmellea costanensis ingår i släktet Lacmellea och familjen oleanderväxter. Inga underarter finns listade i Catalogue of Life.